# Tessen (Adelsgeschlecht)

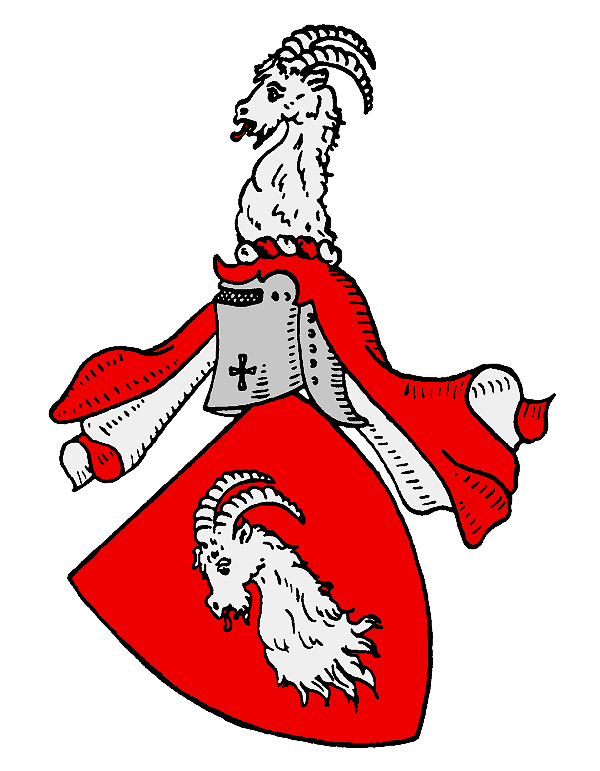
Wappen der Tessen

Tessen, historisch auch Tessentze, Tetzen, Tetze, ist der Name eines erloschenen pommerschen Adelsgeschlechts. 

## Geschichte
Die Tessen wurden im Jahre 1383 mit den Brüdern Peter und Staske von Schmolsin als Besitzer von Kierske, Schlochow und Stohentin zuerst urkundlich genannt. Die gesicherte durchgängige Stammreihe beginnt mit den Brüdern Schwantes Tessen auf Schmolsin und Johann Tessen auf Poblotz und Darsekow. Nachdem die Familie unter zwei Herzögen insgesamt dreimal den Kanzler stellen konnte, ist das alte lehnsfähige Geschlecht der Tessen mit Schwantes von Tessen am 1. April 1608 im Mannesstamm erloschen. Das Erbbegräbnis der Tessen befindet sich in der Turmhalle der Marienkirche in Stolp.
bürgerliche Linie
Um 1680 war Friedrich Tessen († vor 1717) Bürgermeister von Stolp. 1717 legirte seine Witwe der Armenschule in Stolp einen viertel Acker. 1704 wurde ein Johann Tessen († vor 1731) in Stolp urkundlich genannt und in den Jahren 1731 sowie 1738 schenkten seine Erben der Armenschule 100 Reichstaler. Es ist anzunehmen, dass es sich bei den genannten um Nachfahren der zweiten Linie, vielleicht um Kinder des Johann Tessen und der Sophia von Mitzlaff, handelt. 
Tessen-Wensierski

Wappen der Tessen-We(n)sierski

Dieses kaschubische Adelsgeschlecht hieß ursprünglich Cieszyca. Den Beinamen Wensierski oder Węsierski entlehnt es von seinem ehemaligen Besitz auf Wensiory in Pommerellen. Ab 1729 treten einzelne Angehörige in den Schreibweisen Tessa oder Tessy in den Kirchbüchern von Stendsitz und Sullenschin auf. Den Nachweis für die häufig postulierte Annahme, es bestünde eine Stammesverwandtschaft mit den 1608, bzw. in dem bürgerlichen Zweig im frühen 18. Jahrhundert erloschenen Geschlecht der Tessen konnte die Forschung bisher nicht erbringen. Zweige der Familie bestehen bis in jüngste Zeit in Polen und Deutschland fort. 
Der Übergang des Familiennamens wird besonders am Erbgang des adligen Gutes Gostomie P bei Berent deutlich. Johann von Czapiewski besaß in Gostomie den Anteil P, den seine Mutter Catharina von Kistowski 1761 geerbt hatte. Er wiederum vererbte den Besitz zunächst seiner Witwe, die später einen Jakob Cieszyca Wesierski ehelichte. Von ihr geht der Anteil im Erbgang an Franz von Tessen Wesierski († 1791) nach Abfindung seiner Geschwister. Im 19. Jahrhundert waren die Tessen-Wensierski auch auf Mischischewitz besitzlich.
Ursprünglich führte die Familie folgerichtig das Wappen Cieszyca: Ein nach oben geöffneter Halbmond, über demselben ein Hufeisen, auf jeder Seite ein Stern. Späterhin näherten sich einzelne Angehörige dem ursprünglichen Tessen-Wappen an und führten ebenfalls in Rot einen springenden silbernen Bock im Schild und auf dem Helm.
Ludwig Max Johann von Tessen-Wensierski wurde 1858 bzw. 1861 in Preußen der Adel aberkannt, daher besteht auch hier zumindest die Möglichkeit eines bürgerlichen Zweiges.

## Besitz
In Vorpommern: 1486 besaß ein Lucas Tessen Varbelvitz auf Rügen. Peter Tessen erhielt während seiner Kanzlerschaft im Jahre 1510 die Anwartschaft auf vier Güter bei Demmin, von denen aber unklar ist, ob diese auch tatsächlich in seinen Besitz gelangt sind.
In Hinterpommern: Den Kern des Tessen-Grundbesitz bildeten die sogenannten "Schmolsin'schen Güter" mit Bansekow, Klein Garde, Kierske, Lübzow, Lupow, Rambow, Schlochow, Stohentin, Vietkow, Virchenzin und Zietzen. Diese hatten sie spätestens 1383 besessen und wurden 1456, 1575, 1601 und 1605 mit der gesamten Hand belehnt. Wesentliche Teile des Gutsverbandes fielen 1608 der Herzogin Erthmuthe zu.
Weiterhin besaßen die Tessen die späterhin wüst gewordenen Dörfer Jawent und Chust bei Stolp sowie bis 1558 Poblotz und anteilig Zezenow. Poblotz und Bansekow wurden selben Jahres Georg Ramel verlehnt.

## Wappen
Das Stammwappen zeigt in Rot einen rechts gekehrten, silbernen Bockskopf samt Hals. Auf dem Helm mit rot-silbernen Decken der Bockskopf.
Die Tessen führen ein gemeinsames bzw. identisches Wappenschild mit den Kameke sowie ein identisches Wappen mit den Bonin, gemeinhin werden diese Geschlechter als stammesverwandt angesehen.
Die württembergischen Tessin führen ebenfalls dasselbe Wappen jedoch mit silber-blauer Tingierung. Diese sehen sich wenig nachvollziehbar als Stammesverwandte der aus Stralsund stammenden, erloschenen und völlig wappenverschiedenen schwedischen Freiherren und Grafen Tessin. Wie sie aber zum Wappenschild der Tessen gekommen sind, bleibt dabei ebenfalls im Dunkeln.

## Angehörige
- Lucas Tessen († nach 1516), Herr auf den Schmolsin'schen Gütern, Kanzler bei Herzog Bogislaw X.,[3] urkdl. 1458–1516, ⚭ Anna Zitzewitz aus Muttrin
- Peter Tessen († nach 1539), Herr auf Klücken, 1505–1516 Kanzler bei Herzog Bogislaw X., urkdl. 1487–1539
- Marten Tessen († nach 1552), Herr auf Schmolsin und Virchenzin, Kanzler bei Herzog Georg I., Hauptmann zu Lauenburg, urkdl. 1514–1552, ⚭ Anna Loitz
- Schwantes von Tessen († 1608), Herr auf den Schmolsin'schen Gütern, Landrat und Hauptmann zu Lauenburg, Landvogt zu Stolp und Schlawe, urkdl. 1561–1608, ⚭I Barbara von Lützow (* 1544; † 1599), ⚭II Sophia von Below